# Phoenix (groupe roumain)
Transsylvania Phoenix, appelé Phoenix dans leur pays d'origine, est un groupe de rock roumain, originaire de Timișoara. Le groupe, conduit par Nicolae Covaci, est en activité depuis 1962, et il chante (premièrement avec des arrangements de rock) une musique originale, basée sur des thèmes traditionnels, surtout sur le folklore traditionnel roumain.

## Biographie

### Origines
Phoenix est formé dans la ville de Timișoara en 1962 par Nicu Covaci et Béla Kamocsa, sous le nom de Sfinții (Les Saints). Pendant leurs débuts, avec Florin « Moni » Bordeianu, ils participejnt à divers concours et jouent dans des petits clubs, reprenant des morceaux de groupes occidentaux comme The Rolling Stones, The Beatles, The Who, etc. En 1965, les autorités communistes exigent d'eux d'arrêter de jouer sous le nom de Saints, mot à double signification. Le groupe prend alors le nom de Phoenix. Nicu Covaci change aussi la composition du groupe vers 1963, recrutant Claudiu Rotaru, Ioan « Pilu » Ștefanovici et Günther « Spitzly » Reininger.
En 1965, ils jouent leur plus grand concert à Bucarest. Leur performance les mène à collaborer avec Cornel Chiriac. Les premiers morceaux enregistré sont Știu că mă iubesti și tu, Dunăre, Dunăre et Bun e vinul ghiurghiuliu. La même année, ils commencent à collaborer avec Victor Suvagau, qui écrire leurs plus célèbres morceaux comme Vremuri, Și totuși ca voi sunt, Nebunul cu ochii închiși, Floarea stîncilor et Canarul.
En décembre 1967, Phoenix joue sa première grande série de concerts en Occident. Après avoir remporté quelques prix dans des concours, à Iași l'année suivante, en 1968 ils enregistrent leur premier EP, Vremuri, qui comprend les morceaux Vremuri et Canarul, et deux reprises (Lady Madonna - The Beatles et Friday on My Mind - The Easybeats). Un second EP suivra un an plus tard sous le titre Floarea stîncilor. En 1969, Ioan (Pilu) Ștefanovici est remplacé par Dorel (Baba) Vintilă Zaharia.

### Années 1970–1980
En 1970, Moni Bordeianu immigre aux États-Unis, et, pendant un brève période, suspend ses activités. 1970 est la période blues du groupe. Le groupe comprend Nicu Covaci, guitare, Günther (Spitzly) Reininger, piano et chant, Zoltán Kovács, basse, et Liviu Butoi, oboe et flûte. Phoenix revient avec Covaci, Josef Kappl, Mircea Baniciu, Costin Petrescu (replacé en 1974 par Ovidiu Lipan, (Țăndărică)) et Valeriu Sepi.
Mais les officiels communistes ne s'accordent pas avec le côté Occidental de leur musique, ce qui leur crée des problèmes,. De ce fait, Phoenix se met au beat dans la tradition folklore roumaine. La même année, Phoenix collabore avec l'Institute of Ethnography and Folklore et la section Folklore de l'université de Timișoara sur un poème rock joué à l'aide d'instruments en bois.
En 1973, Phoenix représente la Roumanie festival Golden Harp de Bratislava (Slovaquie), et au Disc festival de Sopot (Pologne).
Le 19 novembre 1973, Phoenix organise un concert à Bucarest, présentant leurs nouveaux hits Andrii Popa, Pavel Cneazul, Mica Țiganiadă et Strunga qui composent le nouvel album Mugur de fluier.
Après leur arrivée en Allemagne, Phoenix se sépare. Kappl, Erlend Krauser, et Ovidiu Lipan forment un nouveau groupe, Madhouse, et sortent l'album From The East. En 1981, Covaci s'associe à Neumann, Lipan et au bassiste anglais Tom Buggie sous le nom de Transsylvania Phoenix.

### Retour
En 1990, Phoenix revient en Roumanie. Même s'ils étaient attendus dans leur ville d'origine, Timișoara, cette dernière étant en proie à la révolution de 1989 qui mènera à la chute du régime communiste, leur concert post-1989 prend place à Bucarest. Des conflits internes entre Covaci et Baniciu font la une des médias.
Un nouvel album est publié en 2000, le premier pendant leur retour en 1990. En 2002, leur 40e anniversaire fait participer d'anciens membres du groupe.
À la fin 2005, le groupe sort l'album Baba Novak.
En 2010, le groupe continue de jouer sur scène. En 2014, ils enregistrent l'album Vino, Țepeș!.

## Membres
- Nicu Covaci - guitare solo, guitare rythmique, chant, chœurs (depuis 1962)
- Costin Adam - chant (depuis 2014)
- Dan Albu - guitare rythmique, chœurs (depuis 2014)
- Dzidek Marcinkiewicz - claviers, chœurs (1983, 1985-1999, depuis 2008)
- Marc Alexandru Tinț - guitare solo (depuis 2014)
- Volker Vaessen - basse (1992–1993, 1999–2000, 2002–2005, depuis 2008)
- Flavius Hosu - batterie (depuis 2014)
- Mani Neumann - violon, flute (1979-1981, 1988-2008)

## Discographie
- 1968 : Vremuri (EP)
- 1969 : Floarea stîncilor (EP)
- 1978 : Cei ce ne-au dat nume (réédité en CD en 1999)
- 1973 : Meșterul Manole (EP)
- 1974 : Mugur de fluier (re-edited on CD in 1999)
- 1975 : Cantafabule
- 1981 : Transsylvania
- 1987 : Ballade For You/The Lark (single)
- 1988 : Tuareg/Mr. G's Promises (single)
- 1988 : Tuareg (maxi-single)
- 1990 : Ciocîrlia/Perestroika (The Lark/Perestroika) (single)
- 1991 : Remember Phoenix
- 1992 : SymPhoenix/Timișoara
- 1993 : Evergreens
- 1996 : Cantafabule - Bestiar
- 1997 : Aniversare 35
- 1998 : Vremuri, anii '60...
- 2000 : În umbra marelui urs
- 2005 : Baba Novak
- 2008 : Back to the Future
- 2014 : Vino, Țepeș!